# Chauffeur de salle
Un chauffeur de salle, ou ambianceur, est un animateur chargé de détendre et de faire réagir le public assistant à un spectacle, à l'enregistrement d'une émission de télévision ou encore à un meeting politique.

## Objectif
Pour éviter l'absence potentielle de réaction du public, qui aurait un impact sur la prestation ou l’audience par exemple, le chauffeur de salle prépare l'assistance à réagir, et notamment à rire et à crier, applaudir ou taper des mains en rythme.
Si ce n'est pas suffisant, le chauffeur de salle peut recourir à des panneaux indiquant ce que les spectateurs doivent faire: "riez", "tapez des pieds", "tapez des mains", etc. pour que le téléspectateur derrière son écran, ait l'impression d’être dans une atmosphère festive.
Dans certains jeux télévisés (par exemple La Cible), rires et applaudissements commandés sont d'ailleurs enregistrés "à vide" en début d'émission et par plusieurs caméras pour montage ultérieur, l'insertion de ces applaudissements et rires au montage permettant d'ajuster la durée exacte de l'émission entre deux séquences publicitaires pour satisfaire le cahier des charges.

## Dans la culture populaire
Dans le film des frères Coen Intolérable Cruauté, l'avocat incarné par George Clooney se reconvertit, à la fin du film, en chauffeur de salle.